# Rio Guadalém
Guadalém (em castelhano: Guadalén) é um rio do sul da Espanha que é um afluente do rio Guadalimar, este último é um dos principais afluentes do rio Guadalquivir. Possui um comprimento de 127 quilômetros. Em seu curso está o reservatório do Guadalém de 163 hectômetros cúbicos.